# Campionati europei di karate 1985
La 20ª edizione del campionato europeo di karate si è disputata a Oslo nel 1985. Hanno preso parte alla competizione 292 karateka provenienti da 18 paesi.

## Campioni d'Europa

### Kata
| Categoria             | Vincitore  |
| Individuale maschile  | Karamitsos |
| Individuale femminile | Hackner    |
| Squadre maschili      | Italia     |
| Squadre femminili     | Spagna     |

### Kumite
| Categoria              | Vincitore       |
| Fino a 60 kg maschile  | Stein Ronning   |
| Fino a 65 kg maschile  | Cebolla         |
| Fino a 70 kg maschile  | Mossel          |
| Fino a 75 kg maschile  | Martinez        |
| Fino ad 80 kg maschile | Egea            |
| Oltre 80 kg maschile   | Zazo            |
| Open maschile          | Emmanuel Pinda  |
| Fino a 53 kg femminile | Girardet        |
| Fino a 60 kg femminile | Morris          |
| Oltre 60 kg femminile  | Guus van Mourik |
| Squadre maschili       | Regno Unito     |
| Squadre femminili      | Italia          |